# Basket Trapani 2008-2009
Questa voce raccoglie le informazioni riguardanti il Basket Trapani nelle competizioni ufficiali della stagione 2008-2009.

## Verdetti stagionali
Competizioni nazionali
- Serie A Dil.:

stagione regolare: 5ª su 14 squadre nel Girone B;
Play-off: Quarti di finale;

## Stagione
Il Basket Trapani 2008-2009 ha preso parte al campionato di Serie A Dilettanti. Era sponsorizzato dalla Banca Nuova.
Si è classificato al 5º posto della serie B1 Girone B 2008-09, liminata ai quarti dei play-off dalla Robur Basket Osimo.

## Divise di gioco
Il fornitore ufficiale di materiale tecnico per la stagione 2008-2009 è Aries.
| Casa | Trasferta |

## Organigramma societario
Area dirigenziale
- Presidente: Andrea Magaddino
- Vice Presidente e Segretario: Vincenzo Favara
- General Manager e Direttore Sportivo: Giuseppe Barbara
- Team Manager: Andrea Burgarella
- Dirigente Acc.: Mino Poma
- Consigliere: Nicola Magaddino
- Addetto Stampa: Angelo Indelicato
- Addetto Statistiche: Roberto Noya
- Addetto Statistiche: Massimo Cardillo
- Addetto Video: Massimo Maffezzoli

Area tecnica
- Allenatore: Marcello Perazzetti dal 04.03.2009 
Marco Calvani fino al 03.03.2009
- Vice allenatore: Massimo Maffezzoli
- Vice allenatore: Massimo Cardillo
- Medico sociale: Diego Casano
- Medico: Giuseppe Venza
- Medico: Salvatore De Caro
- Fisioterapista e massaggiatore: Walter Stabile
- Massofisioterapista: Philippe Cardonnet
- Preparatore atletico: Salvatore Riggio

## Roster
| Basket Trapani 2008-2009 | Basket Trapani 2008-2009 |
| Giocatori                | Staff tecnico            |
| ------------------------ | ------------------------ |

| N. | Naz.                                      | Ruolo | Nome                          | Anno | Alt.   | Peso   |  |
| -- | ----------------------------------------- | ----- | ----------------------------- | ---- | ------ | ------ |  |
| 5  | Montenegro (bandiera) · Italia (bandiera) | PG    | Dusan Stijepovic              | 1988 | 192 cm |        |  |
| 6  | Italia (bandiera)                         | P     | Mattia Caroldi                | 1982 | 185 cm |        |  |
| 7  | Italia (bandiera)                         | PG    | Tommaso Plateo                | 1978 | 187 cm | 83 kg  |  |
| 8  | Italia (bandiera)                         | P     | Gianluca Prosperini           | 1990 | 180 cm |        |  |
| 9  | Italia (bandiera)                         | A     | Simone Candela                | 1987 | 198 cm |        |  |
| 10 | Italia (bandiera)                         | PG    | Gennaro Tessitore             | 1982 | 193 cm | 93 kg  |  |
| 11 | Albania (bandiera) · Italia (bandiera)    | G     | Franko Bushati (dal 08/01/09) | 1985 | 189 cm | 80 kg  |  |
| 12 | Italia (bandiera)                         | A     | Cristiano Masper (C)          | 1973 | 208 cm | 103 kg |  |
| 13 | Lettonia (bandiera) · Italia (bandiera)   | A     | Gints Antrops                 | 1982 | 202 cm | 103 kg |  |
| 14 | Serbia (bandiera) · Italia (bandiera)     | A     | Marko Raskovic                | 1986 | 198 cm |        |  |
| 16 | Italia (bandiera)                         | PG    | Luigi Dispinzeri              | 1993 | 188 cm |        |  |
| 17 | Italia (bandiera)                         | GA    | Andrea Leone                  | 1991 | 195 cm |        |  |
| 18 | Italia (bandiera)                         | P     | Vincenzo Mollura              | 1990 | 188 cm |        |  |
| 19 | Italia (bandiera)                         | C     | Francesco Pellegrino          | 1991 | 210 cm | 119 kg |  |
| 20 | Italia (bandiera)                         | C     | Mattia Soloperto              | 1980 | 210 cm | 100 kg |  |
| -  | Italia (bandiera)                         | AC    | Alfonso Del Gaudio            | 1993 | 202 cm |        |  |
| -  | Italia (bandiera)                         | P     | Fulvio Gambino                | 1993 | 185 cm |        |  |
|    | Italia (bandiera)                         | AC    | Marco Mollura                 | 1993 | 196 cm | 90 kg  |  |

| Allenatore                                                                               |
| Marcello Perazzetti dal 04.03.2009 Marco Calvani fino al 03.03.2009                      |
| Assistente/i                                                                             |
| Massimo Maffezzoli Massimo Cardillo Legenda - (C) Capitano - (IN) Inattivo - Infortunato |

## Mercato

### Sessione estiva
| Arrivi           | Arrivi               | Arrivi                     |
| R                | Nome                 | da                         |
| ---------------- | -------------------- | -------------------------- |
| P                | Mattia Caroldi       | A. Costa Imola             |
| G                | Tommaso Plateo       | N.B. Brindisi              |
| A                | Cristiano Masper     | Pall. Pavia                |
| A                | Marko Raskovic       | Naturino Virtus Civitanova |
| C                | Mattia Soloperto     | RB Montecatini             |
| Altre operazioni |                      |                            |
| R                | Nome                 | da                         |
| P                | Fulvio Gambino       | CUS Catania                |
| P                | Luigi Dispinzeri     | Pol. Basket Gela           |
| A                | Simone Candela       | Ares Palermo               |
| A                | Alfonso Del Gaudio   | Set. giovanile             |
| A                | Marco Mollura        | Set. giovanile             |
| C                | Francesco Pellegrino | Pol. Basket Gela           |

| Partenze         | Partenze              | Partenze          |
| R                | Nome                  | a                 |
| ---------------- | --------------------- | ----------------- |
| P                | Davide Virgilio       | N.B. Brindisi     |
| C                | Damiano Verri         | Scaligera Verona  |
| G                | Marco Caprari         | N.B. Brindisi     |
| C                | Andrea Camata         | Cestistica Ostuni |
| A                | Maximiliano Reale     | Pall. Catania     |
| A                | Cristiano Grappasonni | RB Montecatini    |
| Altre operazioni |                       |                   |
| R                | Nome                  | a                 |
| P                | Antonio Pace          | Free agent        |
| P                | Salvatore Duccamelia  | Free agent        |
| G                | Giuseppe Magaddino    | Free agent        |

### Operazioni esterne alla sessione
| Arrivi | Arrivi         | Arrivi         |
| R      | Nome           | da             |
| ------ | -------------- | -------------- |
| P/G    | Franko Bushati | Dinamo Sassari |

| Partenze | Partenze       | Partenze      |
| R        | Nome           | a             |
| -------- | -------------- | ------------- |
| A        | Andrea Gennari | Pall. Trieste |

## Risultati

### Campionato

#### Girone di andata
| Arbitri: | Roberto Biasini Mauro Moretti |

|               |            |                      |
| Masper 20     | Punti      | 22 Cortesi           |
| Caroldi 5     | Assist     | 2 Andreaus, Mercante |
| Masper 10     | Rimbalzi   | 9 Cortesi            |
| Marco Calvani | Allenatori | Gianni Lambruschi    |

| Arbitri: | Mauro Ceratto Enrico Bartoli |

|              |            |               |
| Ferrero 31   | Punti      | 28 Masper     |
| Basanisi 4   | Assist     | 3 Caroldi     |
| Ferrero 8    | Rimbalzi   | 9 Masper      |
| Franco Ciani | Allenatori | Marco Calvani |

| Arbitri: | Fabrizio Paglialunga Angelo Caforio |

|                      |            |              |
| Antrops, Plateo 15   | Punti      | 21 Corvino   |
| Stijepovic, Plateo 3 | Assist     | 6 Corvino    |
| Masper 8             | Rimbalzi   | 6 Giuliani   |
| Marco Calvani        | Allenatori | Claudio Corà |

| Arbitri: | Marco Cè (Milano) Matteo Boninsegna |

|                  |            |               |
| Longobardi 27    | Punti      | 24 Tessitore  |
| Maggi 6          | Assist     | 5 Caroldi     |
| Longobardi 9     | Rimbalzi   | 7 Masper      |
| Sergio Carolillo | Allenatori | Marco Calvani |

| Arbitri: | Alessio Fabiani Amedeo Di Francia |

|               |            |              |
| Masper 23     | Punti      | 22 Vitale    |
| Marco Calvani | Allenatori | Furio Steffè |

| Arbitri: | Nicola Ranaudo Francesco Di Giambattista |

|                         |            |               |
| Bonaiuti, Provenzano 15 | Punti      | 15 Antrops    |
| Massimo Friso           | Allenatori | Marco Calvani |

| Arbitri: | Pierantonio Riosa Dario Morelli |

|               |            |                    |
| Antrops 18    | Punti      | 22 Muro            |
| Marco Calvani | Allenatori | Giovanni Benedetto |

| Arbitri: | Marco Pisoni Luigi Gaudino |

|                  |            |               |
| Tomasiello 20    | Punti      | 15 Masper     |
| Marcello Billeri | Allenatori | Marco Calvani |

| Arbitri: | Jacopo Colasanti Riccardo Bianchini |

|               |            |                      |
| Masper 21     | Punti      | 24 Gatti             |
| Marco Calvani | Allenatori | Francesco Ponticello |

| Arbitri: | Michele Capurro Emiliano Binda |

|                 |            |               |
| 27 Gizzi        | Punti      | Antrops 20    |
| Giuseppe Sidoti | Allenatori | Marco Calvani |

| Arbitri: | Manuel Tomasoni Gianguido Vanni Degli Onesti |

|               |            |                    |
| Caroldi 17    | Punti      | 20 Avenia          |
| Marco Calvani | Allenatori | Giovanni Putignano |

| Arbitri: | Alessandro Tirozzi Stefano Del Greco |

|                  |            |               |
| Perini 22        | Punti      | 19 Plateo     |
| Riccardo Paolini | Allenatori | Marco Calvani |

| Arbitri: | Paolo Flammini Luigi Morante |

|               |            |              |
| Tessitore 27  | Punti      | 18 Grasso    |
| Marco Calvani | Allenatori | Luigi Gresta |

#### Girone di ritorno
| Arbitri: | Paolo Cherbaucich Mark Bartoli |

|                   |            |               |
| Bertolini 25      | Punti      | 20 Bushati    |
| Gianni Lambruschi | Allenatori | Marco Calvani |

| Arbitri: | Alessandro Buttinelli Angelo Valerio Bramante |

|               |            |              |
| Bushati 20    | Punti      | 19 Amoroso   |
| Marco Calvani | Allenatori | Franco Ciani |

| Arbitri: | Domenico Castellari Lorenzo Baldini |

|              |            |               |
| Corvino 19   | Punti      | 25 Masper     |
| Claudio Corà | Allenatori | Marco Calvani |

| Arbitri: | Pierpaolo Canestrelli Paolo Flammini |

|               |            |                  |
| Masper 19     | Punti      | 22 Sancilio      |
| Marco Calvani | Allenatori | Sergio Carolillo |

| Arbitri: | Dario Morelli Giancarlo Borrelli |

|              |            |               |
| Benini 29    | Punti      | 16 Caroldi    |
| Furio Steffè | Allenatori | Marco Calvani |

| Arbitri: | Roberto Vaccarini Vincenzo Volpe |

|               |            |               |
| Masper 20     | Punti      | 21 Bonaiuti   |
| Marco Calvani | Allenatori | Massimo Friso |

| Arbitri: | Mauro Moretti Francesco Pratillo |

|                    |            |               |
| Ochoa 22           | Punti      | 24 Soloperto  |
| Giovanni Benedetto | Allenatori | Marco Calvani |

| Arbitri: | Nicola Ranaudo Pasquale Pecorella |

|               |            |                  |
| Antrops 27    | Punti      | 26 Casadei       |
| Marco Calvani | Allenatori | Marcello Billeri |

| Sant'Antimo 8 marzo 2009, ore 18:00 22ª giornata                                 | Sant’Antimo | 76 – 74             | Basket Trapani |  |
| Cardillo 23 Punti 19 Caroldi Francesco Ponticello Allenatori Marcello Perazzetti |             |                     |                |  |
|                                                                                  |             |                     |                |  |
| Cardillo 23                                                                      | Punti       | 19 Caroldi          |                |  |
| Francesco Ponticello                                                             | Allenatori  | Marcello Perazzetti |                |  |

| Trapani 15 marzo 2009, ore 18:00 23ª giornata                            | Basket Trapani | 74 – 54         | Igea Barcellona | Palallio (~ spett.) |
| 20 Bushati Punti Gizzi 20 Marcello Perazzetti Allenatori Giuseppe Sidoti |                |                 |                 |                     |
|                                                                          |                |                 |                 |                     |
| 20 Bushati                                                               | Punti          | Gizzi 20        |                 |                     |
| Marcello Perazzetti                                                      | Allenatori     | Giuseppe Sidoti |                 |                     |

| Ostuni 22 marzo 2009, ore 18:00 24ª giornata                                 | Assi Ostuni | 86 – 83             | Basket Trapani | Pala Gentile |
| Avenia 19 Punti 22 Bushati Giovanni Putignano Allenatori Marcello Perazzetti |             |                     |                |              |
|                                                                              |             |                     |                |              |
| Avenia 19                                                                    | Punti       | 22 Bushati          |                |              |
| Giovanni Putignano                                                           | Allenatori  | Marcello Perazzetti |                |              |

| Trapani 29 marzo 2009, ore 18:00 25ª giornata                              | Basket Trapani | 80 – 75          | Fossombrone | Palallio (~ spett.) |
| Bushati 24 Punti 16 Perini Marcello Perazzetti Allenatori Riccardo Paolini |                |                  |             |                     |
|                                                                            |                |                  |             |                     |
| Bushati 24                                                                 | Punti          | 16 Perini        |             |                     |
| Marcello Perazzetti                                                        | Allenatori     | Riccardo Paolini |             |                     |

| Potenza 5 aprile 2009, ore 18:00 26ª giornata                                         | Potenza    | 67 – 78             | Basket Trapani | Palapergola |
| Rato, Ruggeri 17 Punti 18 Caroldi, Plateo Luigi Gresta Allenatori Marcello Perazzetti |            |                     |                |             |
|                                                                                       |            |                     |                |             |
| Rato, Ruggeri 17                                                                      | Punti      | 18 Caroldi, Plateo  |                |             |
| Luigi Gresta                                                                          | Allenatori | Marcello Perazzetti |                |             |

#### Play-off

##### Quarti di finale
| Osimo 19 aprile 2009, ore 18:00 gara 1                                  | Robur Osimo | 91 – 88             | Basket Trapani | PalaBellini (~ spett.) |
| Pennisi 19 Punti 21 Bushati Franco Ciani Allenatori Marcello Perazzetti |             |                     |                |                        |
|                                                                         |             |                     |                |                        |
| Pennisi 19                                                              | Punti       | 21 Bushati          |                |                        |
| Franco Ciani                                                            | Allenatori  | Marcello Perazzetti |                |                        |

| Trapani 23 aprile 2009, ore 18:00 gara 2                                  | Basket Trapani | 72 – 59      | Robur Osimo | Palallio (~ spett.) |
| Tessitore 19 Punti 21 Amoroso Marcello Perazzetti Allenatori Franco Ciani |                |              |             |                     |
|                                                                           |                |              |             |                     |
| Tessitore 19                                                              | Punti          | 21 Amoroso   |             |                     |
| Marcello Perazzetti                                                       | Allenatori     | Franco Ciani |             |                     |

| Osimo 26 aprile 2009, ore 18:00 gara 3                                  | Robur Osimo | 89 – 79             | Basket Trapani | PalaBellini (~ spett.) |
| Ferrero 21 Punti 20 Caroldi Franco Ciani Allenatori Marcello Perazzetti |             |                     |                |                        |
|                                                                         |             |                     |                |                        |
| Ferrero 21                                                              | Punti       | 20 Caroldi          |                |                        |
| Franco Ciani                                                            | Allenatori  | Marcello Perazzetti |                |                        |

- Esito:

La Edilcost Osimo vince la serie per 2 a 1